# 態度 (雜誌)
《態度》（英語：Attitude）是英國的一份男同性戀生活風格雜誌，由流動出版有限公司（Stream Publishing Limited）出版，在世界各地都有發行紙質版和電子版。《態度》第1期出版於1994年5月。2005年，雜誌前編輯亞當·馬特泰拉贏得了英國雜誌編輯協會獎“年度最佳男性雜誌編輯”，這是首次有同性戀雜誌編輯贏得該獎。2016年，威廉王子登上態度雜誌封面，這也是首次有英國王室成員登上男同性戀雜誌封面。

## 拓展閱讀
Padva, Gilad. . International Journal of Sexuality and Gender Studies. October 2002, 7 (4): 281–292. doi:10.1023/A:1020334829223.

## 外部連結
- 官方网站